# واين يونسن
واين يونسن (بالإنجليزية: Wayne Johnsen)‏ (7 سبتمبر 1977 بنيوآرك في الولايات المتحدة - ) هو لاعب كرة قدم أمريكية وملاكم أمريكي.

## إحصائيات
خاض خلال مسيرته 19 نزالا، فاز في 17 ولم يتعادل وخسر في 3. فاز بالضربة القاضية في 9 نزالات.

## روابط خارجية
- واين يونسن على موقع بوكس ريك (الإنجليزية) (registration required)